# Ramsås
Ramsås är en småort i Säbrå socken i Härnösands kommun.
Ramsås hette tidigare Korpås och ligger ungefär fem kilometer väster om Älandsbro.
Konstnären Bengt Lindström flyttade till Ramsås 1935.